# مقاطعة نيجني نوفغورود
نيجني نوفغورود أوبلاست هي إحدى الكيانات الفدرالية في روسيا. وتحوي المدن والقرى التالية:
- أرزاماس،
- بالاخنا،
- بوغورودسك،
- بور،
- تشكالوفسك،
- دزيرجينسك،
- غورباتوف (قرية)،
- غوروديش، بينزا أوبلاست،
- كنياغينينو،
- كستوفو،
- كولباكي،
- لوكويانوف،
- ليسكوفو،
- نافاشينو،
- نيجني نوفغورود،
- بافلوفو،
- بيرفوز،
- بيرفومايسك،
- ساروف،
- سميونوف،
- سرغاتش،
- شاخاونايا،
- أورين،
- فيتلوغا،
- فولودارسك،
- فورسما،
- فيكسا،
- زافولجيي

## معرض صور

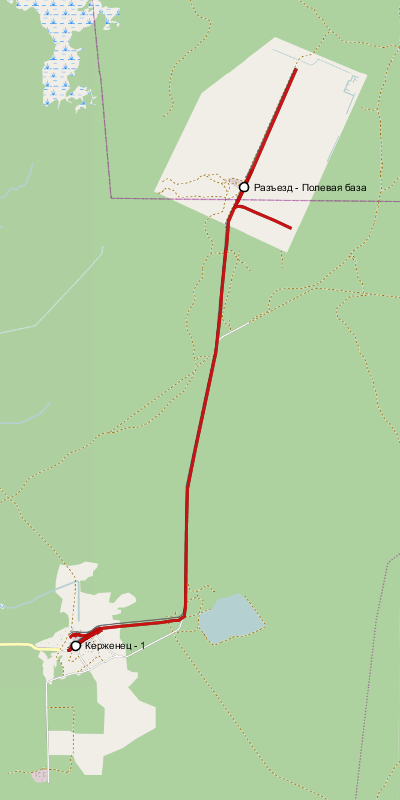
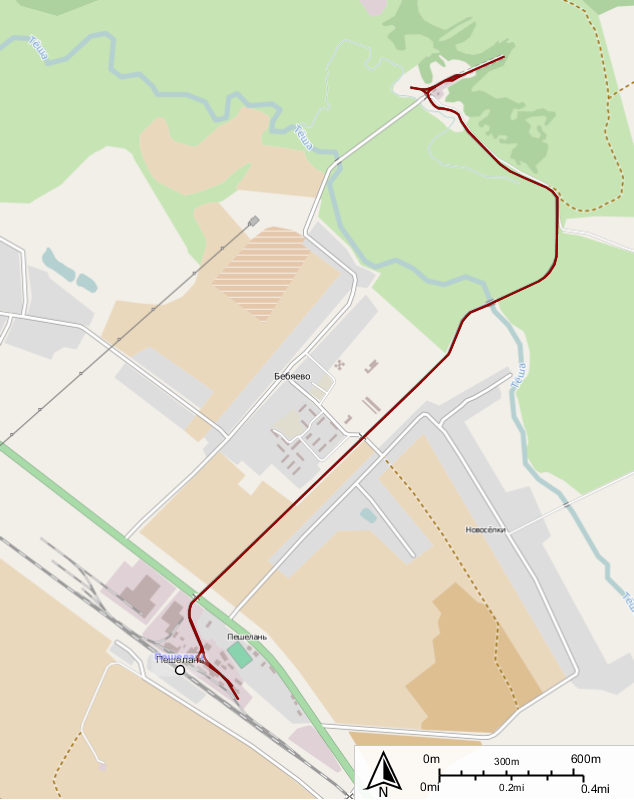
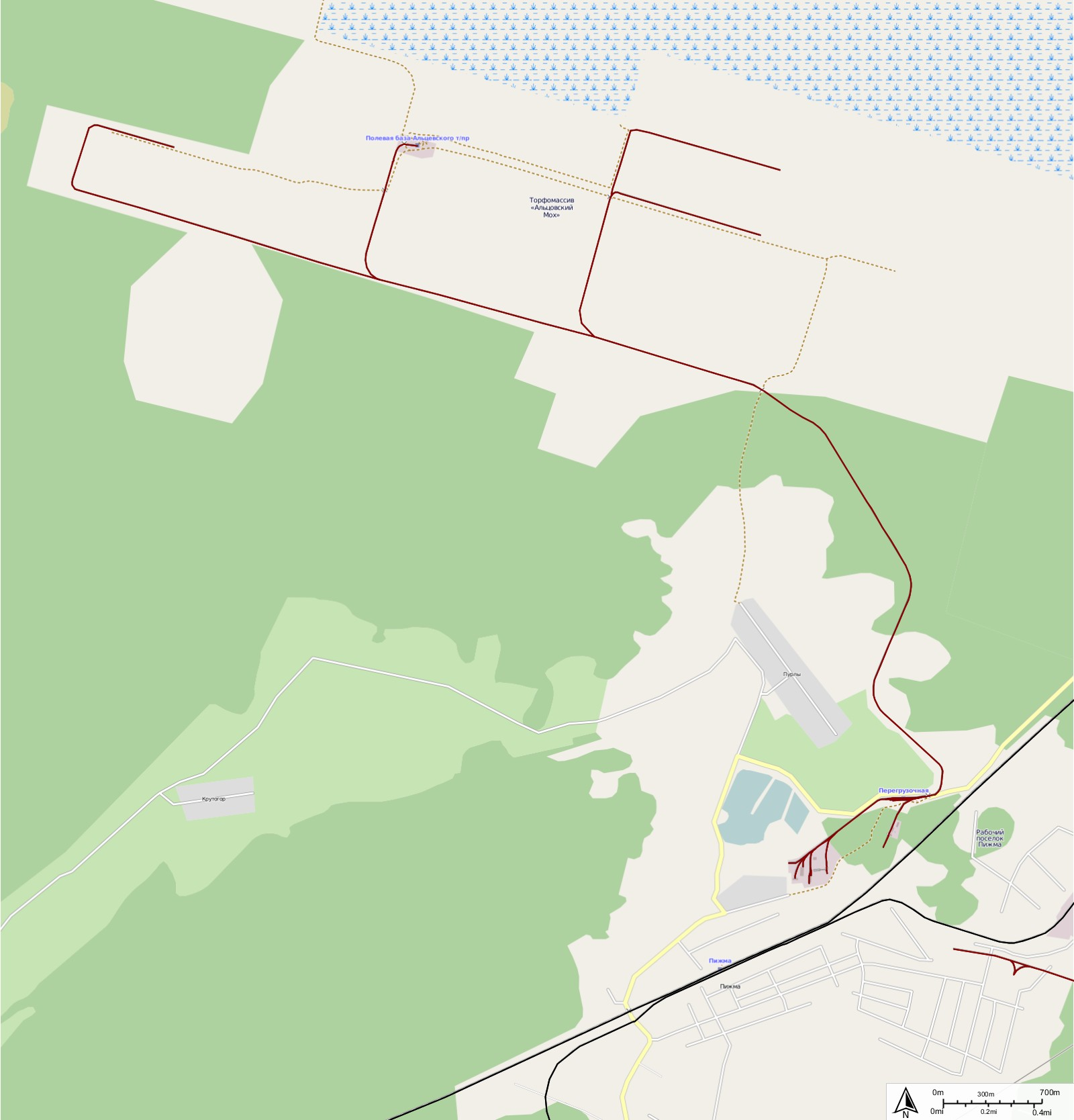
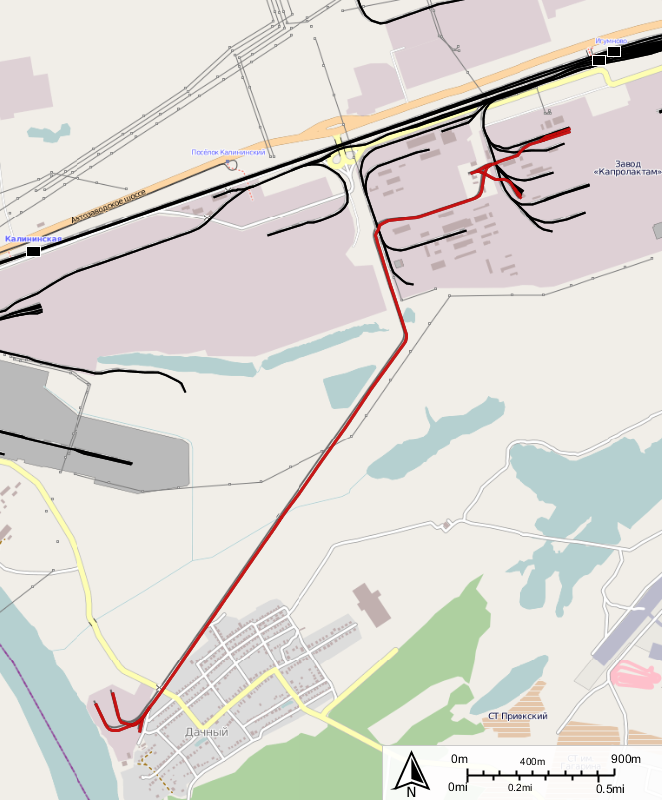